# Madic
Madic é uma comuna francesa na região administrativa de Auvérnia-Ródano-Alpes, no departamento de Cantal. Estende-se por uma área de 6,64 km². Em 2010 a comuna tinha 215 habitantes (densidade: 32,4 hab./km²).